# Stefano Pieri

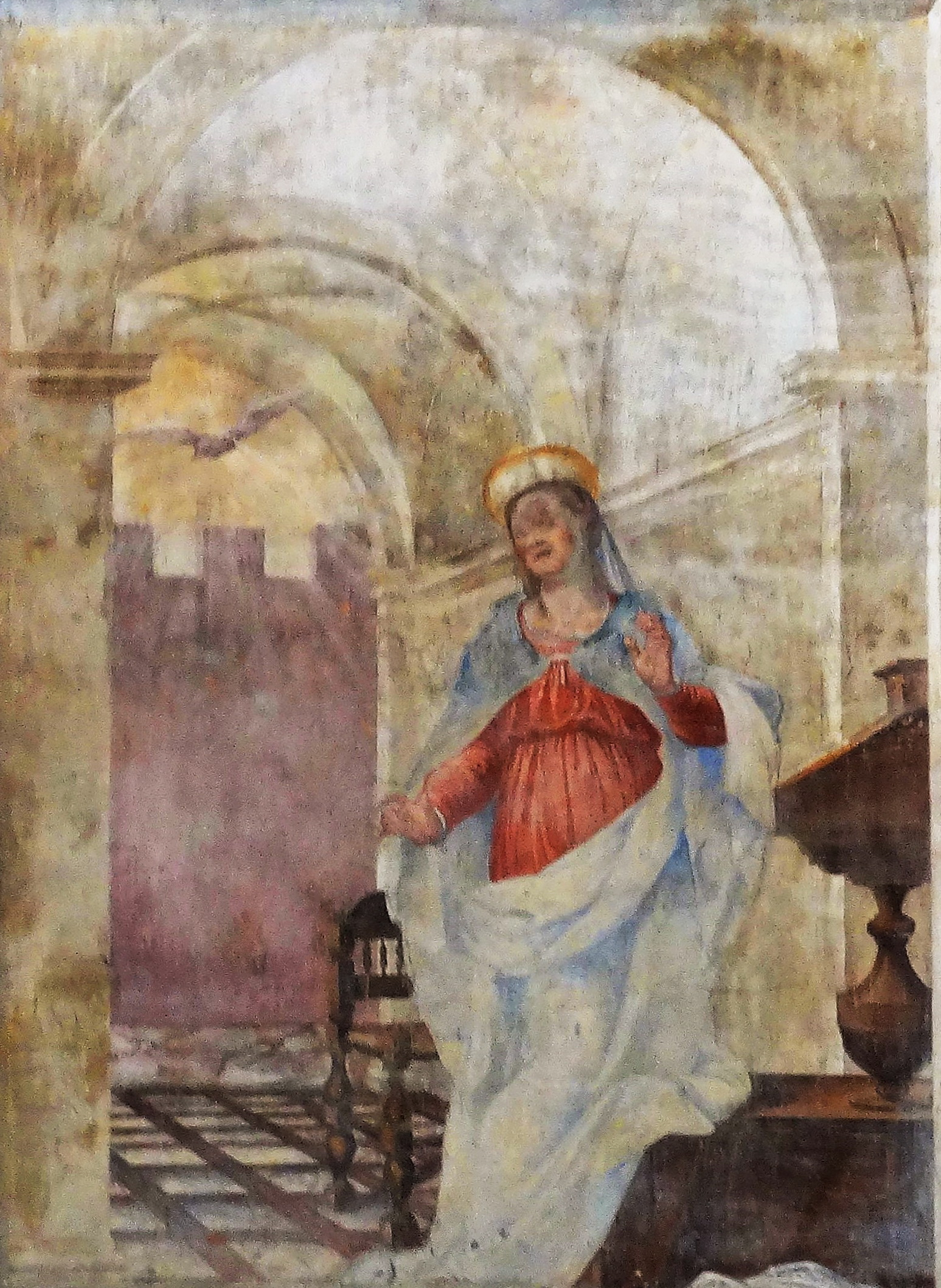
Frammento di Annunciazione, Roma, Santa Prassede

Stefano Pieri (Firenze, 26 dicembre 1544 – Firenze, 13 gennaio 1629) è stato un pittore italiano.

## Biografia
La sua vera data di nascita è rimasta ignota fino al 2017, quando è stato rintracciato il documento del suo battesimo, il quale ha rivelato inoltre che il padre Piero Pieri-Rossi, discendente di una nobile famiglia di Parma, svolgeva il mestiere di guardia della Dogana di Firenze e risiedeva nel Popolo di San Jacopo Soprarno. La prima formazione di Stefano avvenne con Agnolo Bronzino, ma poi si accostò a Giorgio Vasari e si immatricolò all’Accademia del Disegno il 16 luglio 1564. 
In quell'anno partecipò, con numerosi altri giovani artisti, agli apparati per le solenni esequie di Michelangelo a Firenze, di cui resta qualcosa nei depositi delle Gallerie fiorentine.
In seguito seguì Federico Zuccari a Roma, con cui collaborò probabilmente alla decorazione interna della villa d'Este; a Roma inoltre realizzò una serie di opere oggi per lo più perdute, in cattivo stato di conservazione (stando all'elenco ricordato da Giovanni Baglione) o oggetto di fraintendimenti riferendole ad altri artisti, a testimoniare una memoria della sua opera pressoché scomparsa. Tra queste spiccano gli affreschi in Santa Prassede e in San Giovanni dei Fiorentini.
La ricostruzione del suo catalogo si basa su due opere sicure alla Galleria dell'Accademia di Firenze: il Sacrificio di Isacco (1585) e la Pietà (1587, con una replica autografa al Museo di belle arti di Chambéry). Tra le altre opere meglio conservate c'è una Flagellazione nell'oratorio del Battista annesso alla vecchia cattedrale della Valletta a Malta, eseguita nel 1571 durante una deviazione o comunque un cambio di destinazione per un viaggio in Spagna. Una Sacra Famiglia con san Giovannino siglata "SP" è passata in asta Christie's a Londra il 19 aprile 1996, con corretta attribuzione, che ha permesso di riattribuirgli un'opera analoga con lo stesso soggetto nel Museo civico di Prato, già riferita a Giovanni Maria Butteri. Inoltre gli sono stati attribuiti: gli affreschi dietro l'altare della cappella di Santa Maria della Neve nel complesso delle Murate, scialbati dopo l'alluvione di Firenze del 1966, ma visibili in foto degli anni '50; la Madonna in gloria sull'altare maggiore della Badia a Pacciana presso Pistoia (con aggiunte posteriori, già riferita a Giovanni Bizzelli); una Sacra Famiglia con san Giovannino passata sul mercato antiquario fiorentino, derivata da un'opera di Andrea del Sarto e già attribuita a Bernardino Poccetti; l'Annunciazione della chiesa di Santa Maria a Morello presso Sesto Fiorentino; ; un'Incoronazione della Vergine e un'Annunciazione (1564 circa) nella cappella di villa Villoresi sempre a Sesto; un Crocifisso coi dolenti in collezione Baratti a Milano; un'Allegoria della Prudenza nel primo corridoio degli Uffizi; una Pietà con angeli nella Propositura di San Marcello a San Marcello Pistoiese; una Santa Caterina d'Alessandria nella chiesa di Sant'Anna a Gerace; qualche altra opera in collezione privata o ubicazione ignota; il Battesimo di Costantino nella chiesa di Santa Croce a Boscomarengo.
Il Borghini ricorda una sua collaborazione col cognato Andrea del Minga nella pala dell'Orazione dell'Orto in Santa Croce a Firenze, dove tuttavia non sono riscontrabili stilemi del Pieri.
Fu sepolto nella chiesa di Ognissanti.